# Champ Car Series 2007
De Champ Car World Series 2007 was het negenentwintigste en laatste CART kampioenschap dat gehouden werd tussen 1979 en 2007. Het werd gewonnen door Sébastien Bourdais, die het kampioenschap voor de vierde keer op rij won.

## Races
|    | Datum       | Circuit                        | Winnaar            | Tweede             | Derde           | Pole position      |
| 1  | 8 april     | Las Vegas Motor Speedway       | Will Power         | Robert Doornbos    | Paul Tracy      | Will Power         |
| 2  | 15 april    | Stratencircuit Long Beach      | Sébastien Bourdais | Oriol Servià       | Will Power      | Sébastien Bourdais |
| 3  | 22 april    | Stratencircuit Houston         | Sébastien Bourdais | Graham Rahal       | Robert Doornbos | Will Power         |
| 4  | 10 juni     | Portland International Raceway | Sébastien Bourdais | Justin Wilson      | Robert Doornbos | Justin Wilson      |
| 5  | 24 juni     | Cleveland                      | Paul Tracy         | Robert Doornbos    | Neel Jani       | Sébastien Bourdais |
| 6  | 1 juli      | Mont-Tremblant                 | Robert Doornbos    | Sébastien Bourdais | Will Power      | Tristan Gommendy   |
| 7  | 8 juli      | Stratencircuit Toronto         | Will Power         | Neel Jani          | Justin Wilson   | Sébastien Bourdais |
| 8  | 22 juli     | Edmonton City Centre Airport   | Sébastien Bourdais | Justin Wilson      | Graham Rahal    | Will Power         |
| 9  | 29 juni     | Stratencircuit San Jose        | Robert Doornbos    | Neel Jani          | Oriol Servià    | Justin Wilson      |
| 10 | 12 augustus | Road America                   | Sébastien Bourdais | Dan Clarke         | Graham Rahal    | Sébastien Bourdais |
| 11 | 26 augustus | Zolder                         | Sébastien Bourdais | Bruno Junqueira    | Graham Rahal    | Sébastien Bourdais |
| 12 | 2 september | TT-Circuit Assen               | Justin Wilson      | Jan Heylen         | Bruno Junqueira | Sébastien Bourdais |
| 13 | 21 oktober  | Surfers Paradise               | Sébastien Bourdais | Justin Wilson      | Bruno Junqueira | Will Power         |
| 14 | 11 november | Autódromo Hermanos Rodríguez   | Sébastien Bourdais | Will Power         | Oriol Servià    | Will Power         |

## Eindrangschikking (Top 10)
| Rank | Rijder             | Ptn |
| ---- | ------------------ | --- |
| 1.   | Sébastien Bourdais | 364 |
| 2.   | Justin Wilson      | 281 |
| 3.   | Robert Doornbos    | 268 |
| 4.   | Will Power         | 262 |
| 5.   | Graham Rahal       | 243 |
| 6.   | Oriol Servià       | 237 |
| 7.   | Bruno Junqueira    | 233 |
| 8.   | Simon Pagenaud     | 232 |
| 9.   | Neel Jani          | 231 |
| 10.  | Alex Tagliani      | 205 |

1979 · 
1980 ·
1981 ·
1982 ·
1983 ·
1984 ·
1985 ·
1986 ·
1987 ·
1988 ·
1989 ·
1990 ·
1991 ·
1992 ·
1993 ·
1994 ·
1995 ·
1996 ·
1997 ·
1998 ·
1999 ·
2000 ·
2001 ·
2002 ·
2003 ·
2004 ·
2005 ·
2006 ·
2007